# Tyrteu Rocha Vianna
Tyrteu Rocha Vianna (São Francisco de Assis, Rio Grande do Sul, 28 de novembro de 1898 - Alegrete, 21 de setembro de 1963) foi um poeta de vanguarda, radioamador, e grande proprietário de terras do Rio Grande do Sul, Brasil. Tem sido considerado pela crítica como um dos mais dotados ou o maior dos modernistas do início do século XX no Rio Grande do Sul.

## Biografia
Formado em Direito em 1922 pela UFRGS, em Porto Alegre, e tendo sido o 5º radioamador do Brasil, com um rádio construído por ele mesmo, sendo de família abastada, participou da Revolução de 30, seguindo para o Rio de janeiro com Getúlio Vargas, de cuja fazenda em São Francisco de Assis as suas terras eram vizinhas. Fazendo o trabalho de interceptar e traduzir mensagens em outras línguas, ganhou a confiança de Getúlio Vargas, e teria sido convidado para ser embaixador do Brasil no Japão, tendo porém Getúlio desistido da ideia, conforme as fontes encontradas, em função de exageros com bebidas alcoólicas manifestados por parte do poeta durante a estada na então capital do Brasil. Após reveses financeiros, processos judiciais e prisões, viveu em hotéis e passou por momentos de mendicância, vindo a falecer na cidade de Alegrete, onde havia sido amparado por um amigo.

## Vida como poeta
Possivelmente o único poeta moderno do extremo sul do Brasil a praticar uma poesia de vanguarda nas primeiras décadas do século XX, seu único livro publicado, Saco de Viagem (1928) tem características formais cubistas e futuristas, além de referências à obra de Oswald de Andrade, explorando também o humor do modernismo brasileiro direcionado, principalmente, à fatos da política local e das cidades vizinhas, bem como neologismos que exploram a linguagem regional do gaúcho.
Tem-se pouca informação a respeito do trabalho do poeta, embora Tyrteu Rocha Vianna fosse publicamente reconhecido como tal, participando de tertulias com amigos em sua cidade. Sua obra futurista e antropófaga "Saco de Viagem", concluída em 1927, surpreende a muitos pelo fato de ter sido criada em uma cidade então muito pequena e com características rurais, em uma época de difícil acesso à informação atualizada, localizada no sudoeste rio-grandense, São Francisco de Assis, a qual foi palco de sangrentos combates na Revolução de 1923. No entanto, o vanguardismo radical de Tyrteu pode explicar-se, possivelmente, por ser ele um pioneiro do radioamadorismo e um poliglota.
O livro foi pago pelos próprios meios do poeta, em 1928, publicado pela Editora Globo, em Porto Alegre. Conforme seu filho adotivo, Oscar Ferreira da Costa, o poeta desejava imprimir somente 10 exemplares, para presentear os seus melhores amigos, crendo que não valia a pena mostrar a obra a muitas pessoas. Informado que o custo seria alto e que a tiragem deveria ser de, no mínimo, 1.000 exemplares, o poeta pagou o preço dos mil exemplares, fazendo imprimir apenas os 10 exemplares desejados, com o nome do amigo que seria presenteado impresso.
Após isso tem-se notícia de um poema publicado no jornal Cadernos do Extremo Sul(Versos para um tordilho chamado Maomé) da cidade de Alegrete em 1957, onde ele foi viver em 1955 na casa de um amigo que era dono de um "bolicho".

## A poética deSaco de Viageme o reconhecimento póstumo do autor
Os poemas de "Saco de Viagem" exploram regionalismos da fala, neologismos e fusões de palavras, fazendo, às vezes, recordar a poesia daquele que é reconhecido como o maior poeta peruano de todos os tempos, César Vallejo, em seu livro "Trilce" (1922). Um certo humor antropófago comparece neles. A estrutura dos poemas é formada por versos que operam por fragmentação e síntese, usando técnica de montagem semelhante às de Eisenstein no cinema, de Oswald de Andrade em poemas de Pau-Brasil e de Blaise Cendrars, em seus poemas mais curtos, e de Maiakovski, em sua fase inicial. Certamente, usa técnicas cubistas, herdadas via futurismo (ver o texto "A tradição anti-futurista", de Apollinaire). Não utilizou-se de grafismos como os futuristas italianos, o que talvez fosse uma impossibilidade tecnológica na época, e isso talvez explique porque uma parte do livro se chame "Vontade de versos futuristas".
É considerado, hoje, um dos mais dotados poetas do modernismo no Rio Grande do Sul. e, segundo Itálico Marcon (poeta, crítico literário, ensaísta e um dos maiores bibliófilos do Brasil), o maior modernista do Rio Grande do Sul, tendo sido a obra de Tyrteu apresentada a ele por Érico Veríssimo, entre outras personalidades.
Por outro lado, mesmo aqueles ensaístas que, como Luís Augusto Fischer o consideram meramente um "modernista regionalista" e opinam que o autor não teria alcançado "excelência", o incluem na lista dos melhores poetas gaúchos do modernismo.
A simples leitura dos poemas de "Saco de viagem", disponível na Internet, poderia responder às dúvidas do leitor.
Tyrteu Rocha Vianna tornou-se nome de biblioteca pública na cidade de Manoel Viana, Rio Grande do Sul, no ano de 2008.